# Свемирска летелица
Свемирска летелица је објекат намењен за извршавање различитих задатака у космосу, као и на површини небеских тела. Према томе да ли се на њима налазе људи, деле се на пилотиране и беспилотске летелице. Беспилотске летелице могу радити аутоматски или уз даљинско управљање, а најчешћа је комбинација ова два метода (због удаљености од Земље, потребно је да прође одређено време док добије информације од контроле лета, тако да летелица даљински добија опште инструкције које затим релативно аутономно спроводи).
Свемирске летелице се користе у телекомуникацији, посматрању Земље или космоса (у мирнодопске или војне сврхе), навигацији, истраживању других планета, а однедавно и за свемирски туризам. Свемирске летелице су чести актери научнофантастичних прича.

## Подела свемирских летелица
Свемирске летелице се деле на следеће основне класе:
- вештачки сателити
- свемирски бродови- беспилотни или пилотирани, за транспорт материјала или људи у Земљину орбиту; могу бити намењени за једнократну или вишекратну употребу
- свемирске станице- комлекси за боравак и одржавање експеримената у свемиру
- свемирске сонде- аутоматске међупланетарне летелице
- свемирске капсуле, намењене меком спуштању људи или материјала на повришну Земље и других небеских тела
- планетарни ровери, намењени за истраживање других небеских тела (пре свега планета), непосредно са њихове површине

## Подсистеми свемирских летелица
У зависности од своје намене, свемирске летелице се састоје од различитих подсистема:
Одржање живота
Свемирске летелице намењене боравку људи обавезно имају и системе за одржање живота, који се брину о снабдевању посаде кисеоником, водом, храном, одржавању оптималне температуре ваздуха идр. Такође, неопходно је обезбедити могућност за нормално обављање физиолошких функција. Системи за доставу кисеоника могу бити различити. Може се користити чист кисеоник (што је довело до пожара Апола 1) или смеша кисеоника и азота. Достава кисеоника се може вршити кроз скафандере, што је уведено након некилико инцидената узрокованих декомпресијом капсула за боравак људи.
Контрола висине
Контрола висине је потребна да би се летелице правилно оријентисале у свемиру и да би правилно реаговале не спољашња дејства. Контрола висине се састоји од сензора, актуатора и одговарајућег алгоритма. Захваљујући овом подсистему летелица може да се правилно оријентише према свом циљу истраживања, према Земљи због комуникације и према Сунцу ради енергије коју прикупља преко соларних панела.
Навигација
Навигациони систем служи да одведе летелицу на жељено место, у складу са планом мисије, и често је интегрисан са контролом висине.
Команда и обрада података
Систем за команду и обраду података прима податке од комуникационог подсистема, проверава их, декодира и прослеђује команде одговарајућим подсистемима (на које се појединачне команде односе). Овај подсистем шрима и податке од других подсистема на летелици, обрађује их и складишти на локалном меморијском медијуму или прослеђује на Земљу путем комуникационог подсистема.
Извор енергије
За све послове унутар летелице неопходна је електрична енергија. У близини Сунца летелица може да добије електричну енергију помоћу соларних панела. За даља путовања (од Јупитера и даље) се користе радиоизотопски термоелектрични генератори. Батерије се користе за случајеве када летелица не добија довољно енергије другим путем (нпр. када се сателити у орбити блиској Земљи нађу у Земљиној сенци).
Термална контрола
Свемирске летелице су предвиђене тако да издрже температуре од неколико стотина степени, као и велика температурна колебања до којих долази у вакууму. Уколико се летелица враћа на Земљу, мора поднети и плазму која се јавља око ње. Материјали који се користе за термалну оплату морају бити мале густине (берилијум, волфрам), високе тачке топљења или се користе аблативни композитни карбонски материјали. Пасивна термална контрола зависи само од изабраних материјала, док активна подразумева употребу одговарајућих електронских уређаја за одржавање температуре у прописаним границама.
Погон
У зависности од своје намене, летелице могу, али не морају имати погонске уређаје. Телескоп Хабл и Свифт мисија немају погон, већ користе момент импулса да промене свој положај. Већина сателита у ниској орвити има одогварајући сопствени погон ради одржања орбите. Међународна свемирска станица је у ниској орбити у којој атмосфера још увек постоји и постелено је кочи, па Протон ракете, при сваком доласку коригују орбиту станице (јер МСС нема сопствени погон).
Шкољка
Шкољка летелице мора бити направљена тако да се могу прикачити сви подсистеми, да може да издржи потисак взила за лансирање (или да се уклоши у његов теретни простор). У зависности од плана мисије, шкољка мора бити предвиђена да издржи повратак кроз атмосферу или слетање на површину другог небеског тела.
Корисни терет
Корисни терет зависи од мисије летелице и представља садржај који „плаћа рачуне“. Користан терет могу бити научни или војни уређаји, људска посада или потрошни материјал (нпр. намењен свемирској станици)
Земаљски сегмент
Мада не представља део свемирске летелице у ужем смилу, земаљски сегмент је неопходан код сваке свемирске мисије. Типичан земаљски сегмент се састоји од тима за контролу мисије, сектора за обраду и чување података, сектора за пријем и слање сигнала и гласовне и телекомуникационе мреже која повезује све делове.
Носач
Носачи служе да подигну летелицу са земљине површине кроз атмосферу до одговарајуће орбите. Могу бити потрошни (једнократни) и вишекратни.

## Примери

### Вештачки сателити
Прва свемирска летелица је био совјетски вештачки сателит Спутњик 1 (рус. Спутник - сателит). Лансиран је 4. октобра 1957. године под кодним именом ПС-1 (рус. Простейший Спутник-1 - Једноставан сателит-1). Спутњик 2 је понео у орбиту прво живо биће - пса Лајку, док је Спутњик 5, лансиран 19. августа 1960. прва свемирска летелица која је вратила из космоса своју комплетну посаду - два пса (Белку и Стрелку), 40 мишева, 2 пацова и јато винских мушица.
САД су лансирале свој први сателит, Експлорер 1, 1. фебруара 1958. Експлорер 1 је, између осталог, открио и Ван Аленов радијациони појас.
Мада данас многе државе (и компаније) имају своје сателите у орбити, свега 9 држава је способно да самостално лансира вештачки сателит:
| Држава           | Година првог лансирања | Први сателит     |
| ---------------- | ---------------------- | ---------------- |
| Совјетски Савез  | 1957                   | Спутњик 1        |
| САД              | 1958                   | Експлорер 1      |
| Француска        | 1965                   | Астерикс         |
| Јапан            | 1970                   | Ошуми            |
| Кина             | 1970                   | Исток је црвен 1 |
| Велика Британија | 1971                   | Просперо X-3      |
| Индија           | 1980                   | Рохини           |
| Израел           | 1988                   | Хоризонт 1       |
| Иран             | 2009                   | Нада 1           |

### Пилотиране летелице
Након успешних тестова сателита Спутњик 5-7, Совјетски Савез је 12. априла 1961. у космос лансирао и првог космонаута - Јурија Гагарина у летелици Восток 1 (рус. Исток 1). Гагарин је летео 1 сат и 48 минута, а читав лет је био аутоматски (мада је постојала и могућност пребацивања на ручне команде). У склопу пројекта Меркур, Ален Шепард на летелици Фридом 7 је био први амерички астронаут у суборбиталном лету. Први Американац (и трећи човек, после Гагарина и Германа Титова) у орбити је био Џон Глен на летелици Френдшип 7, 20. фебруара 1962. Гленов лет је трајао 88 минута.
Прва жена у свемиру је била рускиња Валентина Терешкова на Востоку 6 16. јуна 1963. Прву свемирску шетњу је извео руски космонаут Алексеј Леонов 8. марта 1965. на броду Восход 2. Прва жена у отвореном космосу је била Светлана Савицкаја на броду Сајуз Т-12 25. јула 1984.
Трећа нација која је остварила пилотирани лет у космос је постала Кина 15. октобра 2003. Први кинески тајконаут је био Јанг Ливеј на летелици Шенжу 5.
Развој америчког Аполо програма је довео до слања човека на Месец, 20. јула 1969. на летелици Аполо 11. Посаду су чинили Нил Армстронг, Едвин Олдрин (који су се спустили на Месец) и Мајкл Колинс (који није слетео на Месец, већ је чекао у командном модулу). Совјетски Савез је паралелно развијао два одвојена програма за лет на Месец, али никада није послао пилотирану мисију.
Најуспешнија пилотирана летелица је совјетски (и данас руски) Сојуз (рус. Союз - Савез), као серија летелица са највише пилотираних летова. Сојуз је коришћен за летове до ранијих совјетских свемирских станица, а данас се користи за допремање посада до Међународне свемирске станице. Сојуз је до сада превезао и 6 свемирских туриста.
Прва функционална пилотирана вишекратна свемирска летелица је Спејс шатл, који су развиле САД до почетка 80-их. Почев од 12. априла 1981, Спејс шатл је једина пилотирана летелица САД. Совјетски Савез је развијао слично возило под именом Буран, али је одустао од овог пројекта. Русија тренутно развија вишекратну летелицу Клипер, за коју се очекује да ће заменити Сојуз у летовима до Међународне свемирске станице.

### Свемирске станице
Свемирске станице представљају вештачка места за живот људи у космосу. С обзиром да су се све досадашње свемирске станице налазиле у ниској орбити око Земље, користи се и назив „орбиталне станице“. Орбиталне станице користе ниску орбиту да би допремање посаде и потрошног материла било јефтиније. Свемирске станице се користе за проучавање утицаја дуготрајног боравка у космосу на људски организам, као и за извођење различитих научних експеримената. Уз то, Совјетски Савез је лансирао и 3 војне свемирске станице, које су биле оперативне у периоду од 1973. до 1977.
Свемирске станице по својој конструкцији могу бити монолитне (рани модели) или модуларне (каснији, усавршени модели).
Прва свемирска станица је била Саљут 1, и налазила се у орбити од 19. априла до 11. октобра 1971. У склопу програма Саљут је лансирано укупно 7 свемирских станица, док је Саљут 8 преименован у Мир и био у орбити од 20. фебруара 1986. до 23. марта 2001. године када је програмирано срушен изнад Тихог океана. Током 4594 дана колико је био настањен, посаду Мира су чинили 104 космонаута из 12 држава.
САД су као једину самосталну свемирску станицу користиле Скајлаб, који је био оперативан од 1973. до 1979. године. Скајлаб су насељавале три посаде током 1973. и 1974. године.
Тренутно се у орбити налази Међународна свемирска станица, заједнички пројекат Белгије, Бразила, Велике Британије, Данске, Италије, Јапана, Канаде, Немачке, Норвешке, Русије, САД, Француске, Холандије, Швајцарске, Шведске и Шпаније.

### Свемирске сонде
Свемирске сонде су летелице које се шаљу ка другим небеским телима. Сонде могу да само пролете поред небеског тела, ућу у орбиту око њега, или чак да спусте лендер на небеско тело. У последњем случају, сонда у орбити најчешће служи као релеј између лендера и Земље.
Прва сонда је била совјетска Луна 1, која је пролетела поред Месеца 1959. године. Луна 1 је и прва летелица која је достигла другу космичку брзину. Луна 2 је прва свемирска сонда која је слетела на Месец (и, уопште, на неко небеско тело).
Свемирске сонде су рађене у серијама, и најчешће су све серије имале исто тело за циљ. Тако су Совјети имали серију Луна усмерен ка Месецу, Венере и Вега ка Венери и Марс. ка Марсу. САД су лансирале сонде у оквиру програма Пионир и Хелиос за испитивање Сунца, Маринер за Венеру и Меркур итд. Амерички Пионир 10 и 11, као и Војаџер 1 и 2 напуштају Сунчев систем. Док је сигнал Пионира сувише слаб да би био детектован (под условом да још увек раде), Војаџери редовно шаљу своје извештаје. Летелица Нови хоризонти, која је на путу према Плутону, ће такође напустити Сунчев систем.
Од активних сонди се издвајају Касини-Хајгенс – мисија ка Сатурну; Хајгенс је лендер који се спустио на Титан док Касини и даље шаље вредне информације о Сатурну и његовом систему; и Марсови истраживачки ровери Спирит и Опортјунити, чија је активност надмашила планове Насе и по дужини трајања мисије и по прикупљеним подацима.

## Галерија
- Немачка ракета V-2, прва суборбитална летелица и узор свим каснијим ракетама
- Реплика Спутњика 1, првог вештачког сателита
- Експлорер 1, први амерички сателит
- Модел Восток-а, летелице на каквој је летео и Јуриј Гагарин
- Лансирање Сатурна 5, са Аполом 11 на врху
- Прво лансирање Спејс Шатла (СШ „Колумбија“)
- Протон, најпоузданија ракета-теретњак данас
- Клипер, руска планирана вишекратна летелица са људском посадом
- Саљут 1, прва свемирска станица, и брод Сојуз (скица)
- Скајлаб, прва америчка свемирска станица
- Мир, совјетска (касније руска) свемирска станица, најдуже насељено место у космосу
- Међународна свемирска станица (фото: СШ Дискавери, 11. јун 2008)